# Ampyrone
Ampyrone là một chất chuyển hóa của aminopyrine với đặc tính giảm đau, chống viêm và hạ sốt. Do nguy cơ mất bạch cầu hạt, việc sử dụng nó như một loại thuốc không được khuyến khích. Nó được sử dụng làm thuốc thử cho các phản ứng sinh hóa sản xuất peroxide hoặc phenol. Ampyrone kích thích microsome gan và cũng được sử dụng để đo lượng nước ngoại bào.